# Trente Camarades
Les Trente Camarades (birman ရဲဘော်သုံးကျိပ်) sont un groupe de jeunes birmans constituant l'embryon de l'Armée pour l'indépendance birmane pro-japonaise au cours de la Seconde Guerre mondiale. Formés à Hainan, la plupart d'entre eux regagnèrent leur pays avec l'armée japonaise au début de la campagne de Birmanie. Plusieurs ont joué un rôle politique important dans la Birmanie indépendante après 1948, notamment les socialistes. Les communistes, à commencer par Aung San, "père de l'indépendance", connurent généralement un sort moins heureux.

## Histoire
En 1940, le jeune dirigeant indépendantiste Aung San, membre du groupe nationaliste Dobama Asiayone (litt. Association Nous les Birmans) et premier secrétaire général du nouveau Parti Communiste de Birmanie (CPB), avait été obligé de s'exiler après avoir assisté au Congrès national de l'Inde dans l'actuel Jharkhand. Il se rendit en Chine, dans l'intention d'obtenir l'aide des communistes chinois. Cependant, parvenu à Amoy (aujourd'hui Xiamen), il fut arrêté par l'armée impériale japonaise et mis en contact avec le colonel Keiji Suzuki, un agent de renseignement japonais plus connu des birmans sous son nom de guerre Bo Mogyo (Commandant Foudre). Suzuki avait fait en septembre 1940 une visite secrête en Birmanie, où il avait rencontré certains membres du Dobama. Il partit avec Aung San pour Tokyo, où le gouvernement décida de créer une unité spéciale pour soutenir le soulèvement national en Birmanie, le Minami Kikan (南機関), avec Suzuki à sa tête.

En février 1941, Aung San revint secrètement en Birmanie pour faire part des propositions japonaises et recruter de jeunes membres du Dobama Asiayone. Ceux-ci quittèrent clandestinement le pays par petits groupes en avril. Ils furent conduits au Japon et plus tard sur l'île chinoise de Hainan, où les japonais leur dispensèrent une formation militaire sous l'autorité du colonel Suzuki. Ils furent ensuite transférés à Formose pour raison de sécurité, puis rentrèrent en Birmanie avec l'armée japonaise, par le Viêt Nam et la Thaïlande.
Le 26 décembre 1941, dans une maison de Bangkok, environ 25 des trente camarades se tirèrent du sang du bras avec des seringues et le mélangèrent dans un bol d'argent où chacun but à son tour, prêtant serment de loyauté éternelle entre eux et pour la cause de l'indépendance birmane (cérémonie militaire traditionnelle birmane appelée thway thauk). Ils avaient 24 ans de moyenne d'âge,. L'armée pour l'indépendance birmane fut formée le surlendemain.
Les trente camarades étaient :
| N°  | Nom de guerre  | Nom véritable        | Notes |
| --- | -------------- | -------------------- | --- |
| 1.  | Bo Tayza       | Thakin Aung San      | Premier secrétaire général et membre fondateur du Parti Communiste de Birmanie (CPB), chef du groupe envoyé par Thakin Kodaw Hmaing, appelé simplement Bogyoke Aung San par ses camarades, il devint ministre de la guerre de l'État de Birmanie sous contrôle japonais, puis dirigea le retournement d'alliance de l'Armée nationale birmane. Cofondateur de la Ligue anti-fasciste pour la liberté du peuple (AFPFL), il fut assassiné le 19 juillet 1947, six mois avant l'indépendance de son pays,. |
| 2.  | Thakin Tun Oke | Thakin Tun Oke       | Codirigeant de la faction "Ba Sein-Tun Oke" (socialiste) du Dobama Asiayone, il resta au Japon et ne fut pas formé à Hainan |
| 3.  | Bo Let Ya      | Thakin Hla Pe        | Chef et membre fondateur du Parti Communiste de Birmanie (CPB), il devint commandant en chef de l'Armée de défense birmane (succédant à l'Armée pour l'indépendance birmane) sous le ministère d'Aung San. Il signa en 1947 l'accord de défense Let Ya-Freeman, annexe du traité Nu-Attlee, et fut vice-premier ministre dans le gouvernement d'U Nu jusqu'en 1952. Arrêté comme beaucoup d'autres en 1963 après la rupture des négociations de paix avec les groupes rebelles, il rejoignit en 1969 le Parti de la Démocratie Parlementaire d'U Nu (PDP) et son groupe de résistance armée. Il fut tué le 29 novembre 1978 dans des combats contre l'Union nationale karen.                                            |
| 4.  | Bo Set Kya     | Thakin Aung Than     | Membre de la faction "Ba Sein-Tun Oke", il rejoignit le Parti socialiste birman et fit partie du gouvernement de l'AFPFL. Il entra dans la clandestinité après le coup d'État de Ne Win en 1962 et mourut peu avant l'arrivée d'U Nu en Thaïlande pour former le PDP. |
| 5.  | Bo Zeya        | Ko Hla Maung         | Étudiant membre de Dobama Asiayone, il devint un des chefs de l'insurrection communiste de 1948 et revint de Chine en 1963 pour participer à la tête de la délégation du Parti Communiste Birman aux négociations de paix entre le Conseil Révolutionnaire de Ne Win et les groupes rebelles. Il fut tué au combat le 16 avril 1968. |
| 6.  | Bo Ne Win      | Thakin Shu Maung     | Membre de la faction "Ba Sein-Tun Oke", il remplaça le général Smith Dun à la tête de l'armée birmane après la révolte Karen de 1948, fut premier ministre du gouvernement intérimaire en 1958-1960, puis premier ministre et Président de la Birmanie après avoir renversé U Nu par un coup d'État militaire en 1962,. Il n'abandonna pas le pouvoir avant 1988 et mourut le 5 décembre 2002. |
| 7.  | Bo Yan Naing   | Ko Tun Shein         | Étudiant membre de Dobama Asiayone, héros de la bataille de Shwedaung en 1942, il rejoignit en 1969 le Parti de la Démocratie Parlementaire d'U Nu (PDP). Il revint à Rangoon après l'amnistie de 1980,. |
| 8.  | Bo La Yaung    | Thakin Ba Gyan       | Chef d'une des sections de la milice formée par Aung San après la dispersion de l'Armée nationale birmane en 1945, le Yèbaw Hpyu, ou "bande blanche", il entra dans la clandestinité en 1948. S'étant rendu en 1958, il obtint plus tard un poste au ministère du commerce dans le gouvernement du Parti birman du programme socialiste (BSPP) de Ne Win. |
| 9.  | Bo Hmu Aung    | Thakin San Hlaing    | Chef d'une autre section de la milice d'Aung San, le Yèbaw Wa, ou "bande jaune", il occupa plusieurs postes ministériels après l'indépendance et fut arrêté lors du coup d'État de Ne Win en 1962. Libéré en 1967, il rejoignit en 1969 le Parti de la Démocratie Parlementaire d'U Nu (PDP) en Thaïlande. Après l'amnistie de 1980, il revint à Rangoon où il mourut le 9 novembre 2004. |
| 10. | Bo Yan Aung    | Thakin Hla Myaing    | Troisième communiste membre du groupe, il fut un des chefs de l'insurrection communiste de 1948, participa avec Ko Hla Maung (5) aux négociations de paix avortées entre le Conseil Révolutionnaire de Ne Win et les groupes rebelles en 1963 et fut tué lors de la purge du Parti communiste birman du 26 décembre 1967. |
| 11. | Bo Moe         | Thakin Aye Maung     | |
| 12. | Bo Min Gaung   | Thakin Saw Lwin      | Il rejoignit le Parti socialiste birman et servit dans le gouvernement d'U Nu ; il fut arrêté après la rupture des négociations de paix de 1963. |
| 13. | Bo Mya Din     | Thakin Than Tin      | Il est surnommé "Tharrawaddy" Thakin Than Tin pour le distinguer de Bo Than Tin (29). |
| 14. | Bo Kyaw Zaw    | Thakin Shwe          | Un des chefs du Parti Communiste de Birmanie (PCB), il fut un des fondateurs de l'armée birmane actuelle (Tatmadaw) et ne participa pas à l'insurrection communiste de 1948. Il contribua à la défaite du soulèvement karen en 1949, puis, nommé général de brigade, expulsa les troupes du Kuomintang de Birmanie en 1955. Mis en retraite d'office en 1957 (pour soupçons d'espionnage au profit du PCB), il se présenta en vain aux élections parlementaires de 1960, participa avec Thakin Kodaw Hmaing aux négociations de paix avortées entre le Conseil Révolutionnaire de Ne Win et les groupes rebelles en 1963, rejoignit le PCB dans la clandestinité en 1976 et s'exila en Chine, dans le Yunnan, en 1988,. |
| 15. | Bo Ye Htut     | Ko Aung Thein        | Étudiant membre de Dobama Asiayone, il fut un des chefs de l'insurrection communiste de 1948. Il se rendit en 1963 et fut nommé instructeur à l'école du Parti birman du programme socialiste (BSPP, parti unique dirigé par Ne Win). Il fut arrêté après le coup d'État du SLORC en 1988. |
| 16. | Bo Lin Yone    | Thakin Tun Shwe      | |
| 17. | Bo Hpone Myint | Thakin Tin Aye       | |
| 18. | Bo Myint Aung  | Thakin Soe           | Victime d'un problème d'alcool, il se tua par balle en 1945. |
| 19. | Bo Tauk Htain  | Thakin San Mya       | Il fut arrêté en 1963 après les négociations de paix avortées entre le Conseil Révolutionnaire et les groupes rebelles. |
| 20. | Bo Ta-ya       | Thakin Khin Maung Oo | Il devint un chasseur de gros gibier et auteur de livres sur ses exploits. |
| 21. | Bo Zin Yaw     | Ko Than Nyunt        | Étudiant membre de Dobama Asiayone. |
| 22. | Bo Nyana       | Ko Maung Maung       | Étudiant membre de Dobama Asiayone. |
| 23. | Bo Bala        | Thakin Tun Lwin      | Il fut arrêté en 1963 après les négociations de paix avortées entre le Conseil Révolutionnaire et les groupes rebelles. |
| 24. | Bo Min Yaung   | Ko Hla               | Étudiant membre de Dobama Asiayone. |
| 25. | Bo Myint Swe   | Thakin Tun Khin      | Membre de la faction "Ba Sein-Tun Oke" du Dobama Asiayone. |
| 26. | Bo Saw Aung    | Thakin Ngwe          | Membre de la faction "Ba Sein-Tun Oke", il mourut au combat en 1942 dans l'est de la Birmanie. |
| 27. | Bo Saw Naung   | Thakin Thit          | Membre de la faction "Ba Sein-Tun Oke" |
| 28. | Bo Moe Nyo     | Thakin Kyaw Sein     | Membre de la faction "Ba Sein-Tun Oke" |
| 29. | Bo Than Tin    | Thakin Than Tin      | Membre de la faction "Ba Sein-Tun Oke", non entraîné à Hainan, il mourut à Taïwan. |
| 30. | Bo Htein Win   | Ko Saung             | Étudiant le textile au Japon à l'époque, non entraîné à Hainan, il mourut du paludisme en Thaïlande. |

Fin août 2006, seuls deux des Trente Camarades étaient encore vivants : Bo Kyaw Zaw (14), en exil au Yunnan, et Bo Ye Htut (15), dans sa ville natale de Pyinmana. Bo Kyaw Zaw est mort le 10 octobre 2012.